# Hans Neuendorf

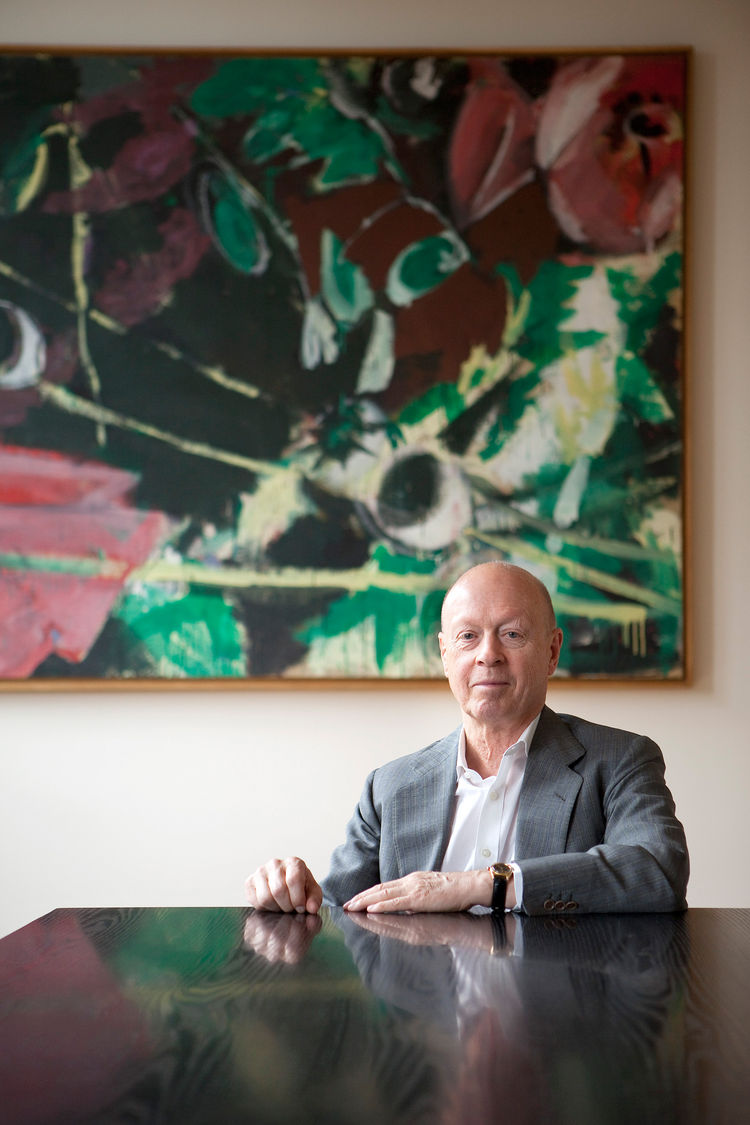
Hans Neuendorf

Hans Neuendorf (* 1937 in Hamburg) ist ein deutscher Unternehmer und ehemaliger Vorstandsvorsitzender der artnet AG.

## Biografie
Neuendorf studierte Philosophie und Kunstgeschichte in München und finanzierte sein Studium durch den Handel mit Grafiken und Gemälden. Seine erste Ausstellung in der neu gegründeten Galerie in Hamburg präsentierte 1964 Werke der damals in Europa noch unbekannten Pop Art. Er repräsentierte zahlreiche moderne Meister in den formativen Jahren ihrer Karriere, darunter die amerikanischen Künstler Andy Warhol, Cy Twombly, Robert Graham und Billy Al Bengston, die britischen Künstler David Hockney, Richard Hamilton, Allen Jones und Eduardo Paolozzi, die deutschen Künstler Georg Baselitz, Jörg Immendorff, Bernd Koberling und Georg Karl Pfahler und die italienischen Künstler Lucio Fontana und Emilio Vedova. Er veröffentlichte eine umfangreiche Reihe von Kunstbüchern und Katalogen.
Seinen Ruf als einer der einflussreichsten Akteure des internationalen Kunsthandels festigte Neuendorf durch die Mitgründung der Art Cologne im Jahr 1967, der ersten internationalen Kunstmesse. Ziel der Art Cologne war es, geografisch getrennte Händler und Galerien zusammenzubringen und erstmals einen Überblick über das Angebot des deutschen Kunsthandels zu ermöglichen.
1990 trat Neuendorf dem Aufsichtsrat von artnet bei, einem in New York neu gegründeten Informationsdienst für den Kunsthandel. Neuendorf wurde 1992 Hauptaktionär und Vorsitzender des Aufsichtsrats. In der Folge schloss er seine Galerie und übernahm im Januar 1995 die Position des CEO in New York. Unter seiner Leitung wurde artnet zu einer Internetplattform für den internationalen Kunstmarkt umgebildet.
Im Dezember 2006 verlieh der National Arts Club in New York Neuendorf die „Medal of Honour for Visual Arts“. Die Auszeichnung wurde dem artnet-Gründer in Anerkennung seiner Verdienste um den Kunstmarkt verliehen, dessen Preisentwicklungen durch artnet erstmals transparent gemacht wurden.

## Veröffentlichungen (Hrsg.)
- Georg Baselitz: Ein neuer Typ (Bilder 1965–66). Text: Günther Gercken. Hamburg 1973.
- Jörg Immendorf: Teilbau. Texte: R. H. Fuchs und Johannes Gachnang. Hamburg 1981.
- Georg Baselitz: Zeichnungen 1961–1983. Texte: Günther Gercken und Franz Dahlem. Hamburg 1983.
- Christa Dichgans: Bilder 1981–1983. Text: A. R. Penck. Hamburg 1987.
- Lucio Fontana: 60 Werke aus den Jahren 1938–1960. Text: Katharina Hegewisch. Frankfurt/M. 1987.
- Leon Golub. Text: Janis Hendrickson. Ausstellungskatalog Frankfurt/M. 1987.
- Picabia 1879–1953. Texte: Timothey Clifford und Richard Calvocoressi. Hg. in Zusammenarbeit mit der National Gallery of Modern Art, Edinburgh. Frankfurt/M. 1988.
- Georg Baselitz: Adler. 53 Gouachen + Zeichnungen. Text: Günther Gercken. Hg. in Zusammenarbeit mit Galerie Buchmann. Frankfurt/M. 1988.
- Georg Baselitz: 100 Zeichnungen + Gouachen. Frankfurt/M. 1989.
- Emilio Vedova. Text: Katharina Hegewisch. Ausstellungskatalog Frankfurt/M. 1989.
- David Hockney: Neue Bilder. Text: Anders Stephenson. Ausstellungskatalog Frankfurt/M. 1989.
- Robert Graham: Statues. Text: John McEwen. Frankfurt/M. 1990.
- Richard Artschwager: Gemälde, Skulpturen, Zeichnungen, Multiples. Text: Catherine Kord. Ausstellungskatalog Frankfurt/M. 1990.
- Morris Louis. Ausstellungskatalog Frankfurt/M. 1991.
- Duane Hanson: Sculptures. Texte: Karl Ruhrberg und Eckart Britsch. Ausstellungskatalog Frankfurt/M. 1992.
- Georg Karl Pfahler. Texte: Gerd Winkler und Hans J. Müller. Ausstellungskatalog. Frankfurt/M. 1992.
- Billy Al Bengston: Malerei als visuelles Tagebuch. Text: Karen Tsujimoto. Frankfurt/M. 1993.
- Bernd Koberling: Ausgewählte Bilder 1963–1989. Texte: Eckart Britsch und Günther Gercken, 1989.
- Bernd Koberling. Ausgewählte Bilder 1991–1993. Texte: Eckart Britsch und Günther Gercken, 1993.